# Stora Kviddtjärnen
Stora Kviddtjärnen är en sjö i Karlskoga kommun i Värmland och ingår i Göta älvs huvudavrinningsområde. Sjön är 9 meter djup, har en yta på 0,016 kvadratkilometer och befinner sig 169 meter över havet.